# Final Battle (2022)
Final Battle (2022) foi a 21ª edição pay-per-view de wrestliing profissional Final Battle produzido pela promoção americana Ring of Honor (ROH). Aconteceu em 10 de dezembro de 2022 no College Park Center em Arlington, Texas. Foi o segundo evento ao vivo da ROH sob a propriedade total do presidente da All Elite Wrestling (AEW), Tony Khan.
Doze lutas foram disputadas no evento, incluindo quatro no pré-show. No evento principal, Claudio Castagnoli derrotou Chris Jericho por submissão para vencer o ROH World Championship no evento principal. Em outras lutas importantes, The Briscoes (Jay Briscoe e Mark Briscoe) derrotaram FTR (Cash Wheeler e Dax Harwood) por paralisação do árbitro em uma luta Double Dog Collar para vencer o ROH World Tag Team Championship naquela que foi a última luta de Jay, Wheeler Yuta derrotou Daniel Garcia em uma luta Pure Wrestling Rules para vencer o ROH Pure Championship, e Athena derrotou Mercedes Martinez para vencer o ROH Women's World Championship. O evento recebeu críticas positivas, com o luta Double Dog Collar recebendo aclamação indiscutível. Dave Meltzer do Wrestling Observer Newsletter deu a luta Double Dog Collar uma classificação de 5,5 estrelas. A luta também terminou em primeiro lugar na enquete dos Voices of Wrestling de luta do ano em 2022.

## Produção

### Conceito
Final Battle é um evento de wrestling profissional produzido pela Ring of Honor. Realizado pela primeira vez em 2002, é tradicionalmente o último show da ROH no ano civil. É amplamente considerado como o principal evento do Ring of Honor, semelhante a WrestleMania da WWE.
Em 18 de outubro de 2022, a ROH anunciou que o Final Battle seria realizada no College Park Center em Arlington, Texas, em 10 de dezembro. O evento foi realizado no mesmo dia do NXT Deadline da WWE e do UFC 282.

### Rivalidades
O evento contou com várias lutas de wrestling profissional, que envolveram diferentes lutadores de rivalidades, enredos e histórias preexistentes. Os lutadores retratam vilões ou heróis conforme eles seguem uma série de eventos que aumentam a tensão e culminam em uma luta ou uma série de lutas. As histórias foram produzidas nos programas de televisão semanais da AEW, Dynamite e Rampage, e nos programas de streaming on-line suplementares da AEW, Dark e Elevation, bem como vídeos promocionais no canal da AEW no YouTube (já que a ROH ainda não garantiu sua própria televisão ou contrato de streaming sob Tony Khan).
No AEW Grand Slam, Chris Jericho derrotou Claudio Castagnoli para conquistar o ROH World Championship após desferir um golpe baixo em Castagnoli. Este seria o oitavo título mundial geral de Jericho no wrestling profissional, daí seu novo apelido, "The Ocho", deixando brevemente seu apelido de "The Wizard". Desde que adquiriu o título, Jericho jurou destruir tudo relacionado a Ring of Honor antes de reconstruí-la à sua imagem, apelidando-a de "Ring of Jericho". Além disso, Jericho defenderia com sucesso o título contra ex-campeões da Ring of Honor - incluindo Bandido, Bryan Danielson, Dalton Castle e Colt Cabana - embora geralmente utilizando alguma forma de trapaça. No Full Gear, Jericho manteria o título contra Castagnoli, Danielson e Sammy Guevara, imobilizando Castagnoli após um Judas Effect. No episódio de 25 de novembro do AEW Rampage, Castagnoli confrontou a Jericho Appreciation Society, que estava fazendo uma promo no ringue, e desafiou Jericho para uma revanche. Jericho inicialmente recusou, mas após algum convencimento do membro da JAS Matt Menard , Jericho mudou de ideia e aceitou o desafio para o Final Battle om a condição de que se Castagnoli perdesse a luta, ele seria forçado a se juntar a JAS.
No Death Before Dishonor, Wheeler Yuta do Blackpool Combat Club defendeu com sucesso o ROH Pure Championship contra Daniel Garcia da Jericho Appreciation Society. Várias semanas depois no AEW Dynamite - disputado na cidade natal de Garcia, Buffalo, Nova York - Garcia derrotou Yuta em uma revanche para vencer o título. No episódio de 30 de novembro do Dynamite, durante uma entrevista com membros do BCC e JAS, Yuta desafiou Garcia para uma terceira luta no Final Battle, que Garcia aceitou.
Na edição de 18 de novembro do Rampage, Athena, que recentemente começou a ter uma nova seqüência invicta, derrotou Madison Rayne. Depois, como já era comum para Athena, ela continuou atacando Rayne após a luta, chegando a derrubar a árbitra Aubrey Edwards quando ela tentou intervir. Athena mais tarde seria confrontada pela Campeã Mundial Feminina da ROH Mercedes Martinez, fazendo sua primeira aparição na televisão desde o Death Before Dishonor após sofrer uma lesão. Como resultado de seu ataque a Edwards, Athena foi suspensa por uma semana. Na sexta-feira seguinte no Rampage, Athena chamou Martinez para colocar seu título em jogo contra ela. Em 1º de dezembro, a ROH anunciou que Martinez e Athena lutariam pelo título no Final Battle.
Na edição de 2 de dezembro do Rampage, Keith Lee foi marcado para uma entrevista nos bastidores antes de ser confrontado pelo ex-parceiro de duplas Shane Taylor. Taylor comentava sobre como "o negócio entre você [Lee] e eu [Taylor] está longe de terminar", enquanto perguntava sobre o que acontecia com Lee deixando a "família". Ele faria referência a como deixou o ex-parceiro JD Griffey na cena independente do Texas, como deixou Taylor na ROH quando assinou com a Evolve e recentemente abandonou Swerve Strickland durante a luta pelo AEW World Tag Team Championship no Full Gear. Taylor mais tarde lançaria um desafio a Lee para o Final Battle, com ele e Griffey enfrentando Swerve In Our Glory. Strickland então apareceria atrás de Lee enquanto Taylor saía, com um hesitante Lee perguntando se ele ainda pode confiar em Strickland.
No Supercard of Honor XV, FTR (Cash Wheeler e Dax Harwood) derrotaram os The Briscoes (Jay Briscoe e Mark Briscoe) para conquistarem o ROH World Tag Team Championship. Três meses depois no Death Before Dishonor, ocorreu uma revanche entre as duas equipes, desta vez uma luta de três quedas. Lá, a FTR derrotou os Briscoes por 2 a 1 para reter os títulos. No episódio de 7 de dezembro do Dynamite, FTR não conseguiu vencer o AEW World Tag Team Championship quando foi confrontado pelos The Gunns (Austin Gunn e Colten Gunn), que apareceram no titantron. Os Gunns revelariam um cartão de Natal assinado com sangue pelos Briscoes, desafiando-os para mais uma luta na Final Battle. Como uma reviravolta adicional, os Gunns mais tarde tirariam as coleiras das meias , tornando a combinação uma luta Double Dog Collar.

## Evento
| Função:              | Nome:           |
| -------------------- | --------------- |
| Comentaristas        | Ian Riccaboni   |
| Comentaristas        | Caprice Coleman |
| Anunciador de ringue | Bobby Cruise    |
| Entrevistadora       | Lexy Nair       |

### Pré-show
Foram quatro lutas no pré-show. Na primeira luta, Máscara Dorada enfrentou Jeff Cobb. No final, enquanto Dorada buscava um springboard , Cobb rebateu no Tour of the Islands  para vencer.
Em seguida, Parker e Menard enfrentaram o Shinobi Shadow Squad. O primeiro venceu após realizar um DDT duplo em Eli Isom para a vitória. 
Em seguida, Willow Nightingale enfrentou Trish Adora. No final, Nightingale atacou com um Pounce e o Doctor Bomb para a vitória.
Na última luta do pré-show, The Kingdom (com Maria Kanellis-Bennett ) enfrentaram o Top Flight. Nos estágios finais, Darius Martin aplicou suicide dives em Mike Bennett e Matt Taven aplicou um trust fall em Dante Martin. Dante e Darius então acertaram a combinação Nosedive/Powerbomb em Bennett para a vitória.

### Lutas preliminares
A disputa de abertura no card principal foi uma luta de duplas entre Blake Christian e AR Fox; e La Facción Ingobernable (com José, the Assistant). Nos momentos finais, Dralístico aplicou um springboard star press , que acertou a todos. Christian então aplicou um DDT invertido e um 450º splash em Dralístico, que lhes deu a vitória. Após a luta, Rush e Dralístico atacaram Christian e Fox.
Em seguida, Mercedes Martinez defendeu o ROH Women's World Championship contra Athena. Nos estágios finais, Athena aplicou um codebreaker, mas Martinez tocou nas cordas. Athena então procedeu para remover o turnbuckle. Athena então aplicou um dropkick em Martinez no turnbuckle exposto, então acertou um The Eclipse para vencer a luta e o título.
Na luta seguinte, Swerve In Our Glory enfrentaram Shane Taylor Promotions. No final, devido a uma falha de comunicação, Swerve Strickland deixou seu parceiro Keith Lee, permitindo que Shane Taylor e JD Griffey batessem em Lee. Como Griffey queria acertar Lee, ele involuntariamente acertou Taylor, permitindo que Lee aplicasse um Spirit Bomb para a vitória. 
Em seguida, The Embassy (com Prince Nana) enfrentaram Dalton Castle e The Boys pelo ROH World Six-Man Tag Team Championship. O The Embassy conseguiu vencer depois que Brian Cage aplicou um pop-up powerbomb, para se tornarem os novos campeões.
A luta seguinte foi uma luta Pure Wrestling Rules pelo ROH Pure Championship, disputada entre o atual campeão Daniel Garcia e Wheeler Yuta. No final, enquanto Garcia buscava um piledriver, Yuta escapou e se trancou nos braços de Garcia, dando lugar a uma série de cotoveladas para nocautear Garcia, tornando Yuta o novo campeão.

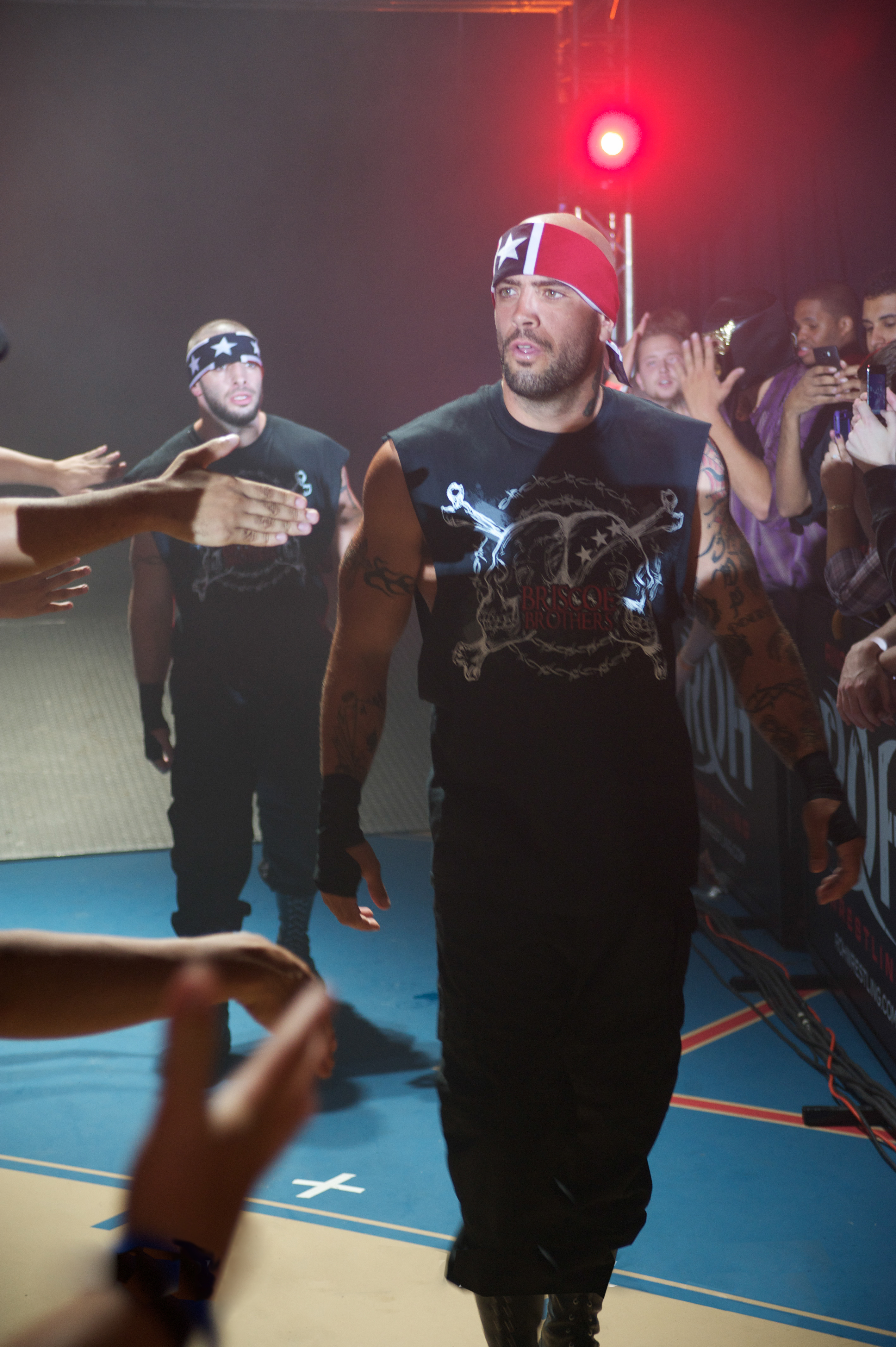
No Final Battle, The Briscoes derrotaram a FTR e conquistaram o ROH World Championship pela 13ª vez em suas carreiras.

Em seguida, a FTR enfrentou os Briscoes pelo ROH World Tag Team Championship em uma luta Double Dog Collar. Todas as equipes começaram a brigar no ringue. Mark Briscoe acertou o Froggy Bow em Cash Wheeler para uma contagem de dois. Enquanto Wheeler buscava um suplex em uma pilha de cadeiras, Mark o inverteu e colocou Wheeler em suplex nas cadeiras. Dax Harwood então enrolou uma corrente em volta da mão e começou a socar Jay Briscoe. Enquanto Harwood socava Jay, Jay puxou o árbitro Mike Posey para a frente dele, o que causou grande perda de sangue para Posey. Enquanto Jay buscava o Jay Driller na cadeira, Wheeler desferiu um golpe baixo e desferiu um piledriver em Jay nas cadeiras. Enquanto Harwood buscava um piledriver de corda superior, Jay bloqueou e desferiu um golpe baixo em Harwood com a corrente e acertou um superplex nas cadeiras. Jay então prendeu Harwood em um crossface com a corrente. Como Wheeler queria entrar no ringue, Mark o bloqueou com a corrente em torno de Wheeler. Sem ter para onde ir, Harwood desistiu, dando aos Briscoes seu 13º ROH World Tag Team Championship. Após a luta, as duas equipes apertaram as mãos, em sinal de respeito.
Na penúltima luta, Samoa Joe defendeu o ROH World Television Championship contra Juice Robinson. Joe venceu depois de se opor à tentativa de corda superior de Robinson e acertar o Muscle Buster.

### Evento principal

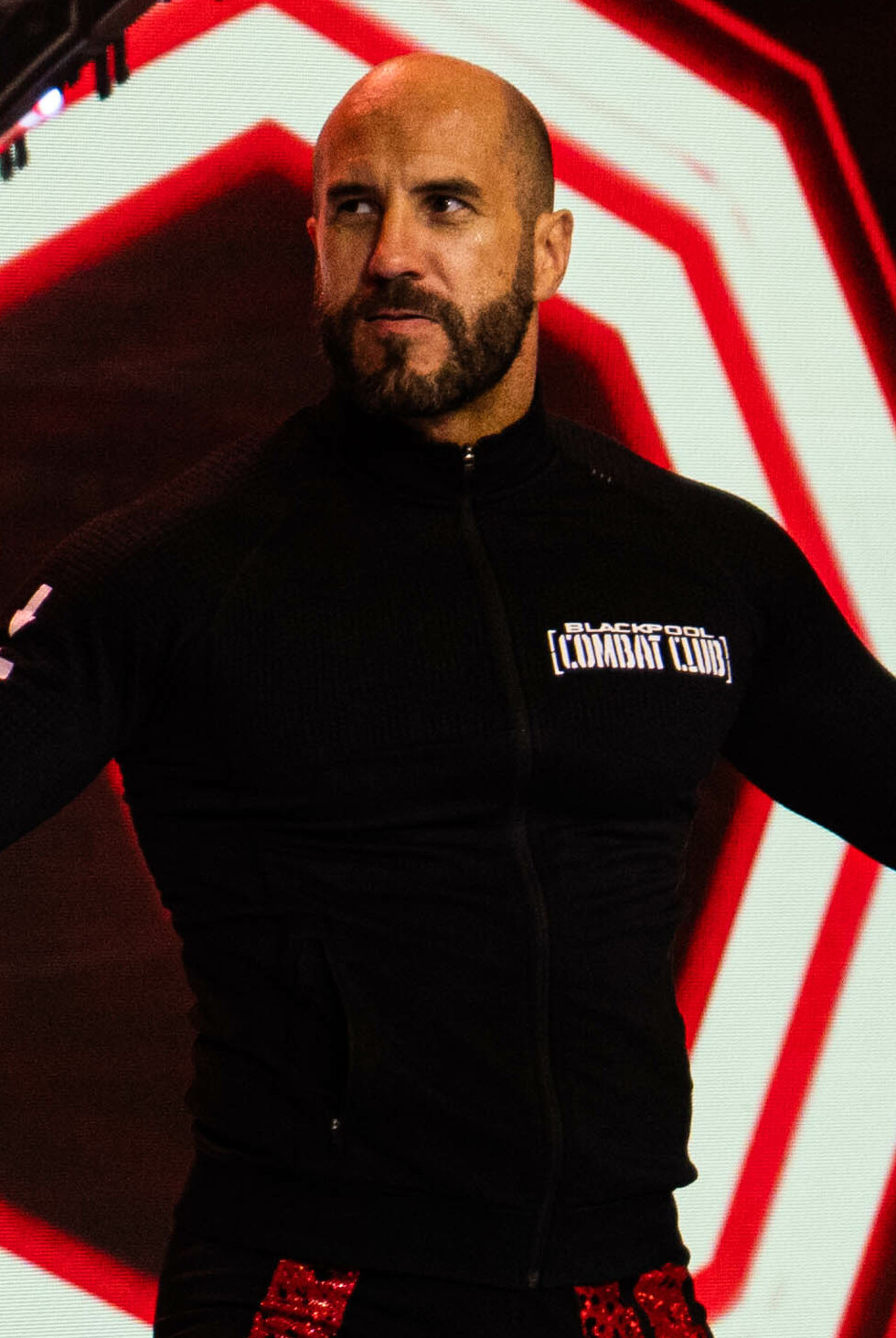
No evento principal, Claudio Castagnoli derrotou Chris Jericho para vencer o ROH World Championship.

O evento principal foi pelo ROH World Championship disputado entre Claudio Castagnoli e o atual campeão Chris Jericho, com a estipulação de que se Castagnoli perdesse, ele devia ingressar na Jericho Appreciation Society. Jericho recusou o Código de Honra para iniciar a luta. Jericho foi para o Judas Effect, mas Castagnoli rebateu no Neutralizer para um nearfall. Enquanto Castagnoli buscava um Ricola Bomb  da corda superior, Jericho reverteu em um hurricarana. Castagnoli acertou um uppercut, mas Jericho respondeu com um lariat. Jericho acertou um uppercut, mas Castagnoli começou a acertar vários uppercuts. Enquanto ele tentava um springboard uppercut, Jericho tentou um Codebreaker, mas Castagnoli rebateu em uma tentativa de Big Swing, mas Jericho escapou. Jericho executou o Walls of Jericho, mas Castagnoli alcançou as cordas. Enquanto Jericho reclamava com o árbitro, Castagnoli acertou um uppercut. Isso trouxe Matt Menard e Angelo Parker. Enquanto Parker estava distraindo o árbitro, Menard deu um bastão a Jericho e acertou Castagnoli, mas Castagnoli escapou da contagem. Jericho então acertou o Codebreaker e estava se preparando para o Judas Effect, mas Castagnoli rebateu no Giant Swing, rodando Jericho 30 vezes, forçando Jericho a desistir e coroando Castagnoli o novo campeão.

## Resultados
| Nº                                          | Resultados | Estipulações | Tempo |
| ------------------------------------------- | --- | --- | ----- |
| Pré- show                                   | Jeff Cobb derrotou Máscara Dorada | Luta individual | 7:00  |
| Pré- show                                   | The Jericho Appreciation Society (Angelo Parker e Matt Menard) derrotaram Shinobi Shadow Squad (Cheeseburger e Eli Isom)                           | Luta de duplas | 5:55  |
| Pré- show                                   | Willow Nightingale derrotou Trish Adora | Luta individual | 6:00  |
| Pré- show                                   | Top Flight (Dante Martin e Darius Martin) derrotaram The Kingdom (Matt Taven e Mike Bennett) (com Maria Kanellis-Bennett)                          | Luta de duplas | 11:20 |
| 1                                           | Blake Christian e AR Fox derrotaram La Facción Ingobernable (Rush e Dralístico) (com José the Assistant e Preston Vance)                           | Luta de duplas | 10:35 |
| 2                                           | Athena derrotou Mercedes Martinez (c) | Luta individual pelo ROH Women's World Championship                                                                           | 13:10 |
| 3                                           | Swerve In Our Glory (Swerve Strickland e Keith Lee) derrotaram Shane Taylor Promotions (Shane Taylor e JD Griffey)                                 | Luta de duplas | 13:50 |
| 4                                           | The Embassy (Brian Cage e Gates of Agony (Kaun e Toa Liona)) (com Prince Nana) derrotaram Dalton Castle e The Boys (Brandon Tate e Brent Tate) (c) | Luta de trios pelo ROH World Six-Man Tag Team Championship                                                                    | 10:05 |
| 5                                           | Wheeler Yuta derrotou Daniel Garcia (c) por paralisação do árbitro                                                                                 | Luta Pure Wrestling Rules pelo ROH Pure Championship                                                                          | 14:50 |
| 6                                           | The Briscoes (Jay Briscoe e Mark Briscoe) derrotaram FTR (Cash Wheeler e Dax Harwood) (c) por paralisação do árbitro                               | Luta Double Dog Collar pelo ROH World Tag Team Championship                                                                   | 22:20 |
| 7                                           | Samoa Joe (c) derrotou Juice Robinson | Luta individual pelo ROH World Television Championship                                                                        | 13:40 |
| 8                                           | Claudio Castagnoli venceu Chris Jericho (c) por submissão                                                                                          | Luta individual pelo ROH World Championship Se Castagnoli perdesse, ele teria que entrar para a Jericho Appreciation Society. | 17:15 |
| (c) – Refere-se aos campeões antes da luta. | | |       |